# Nikolaus Mathes

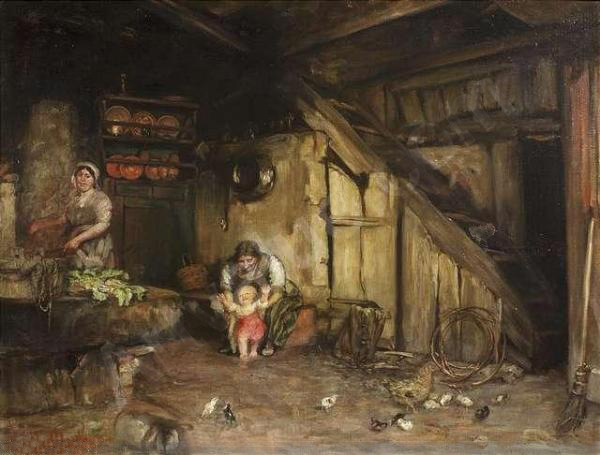
Bäuerliches Kücheninterieur

Nikolaus Mathes (* 23. März 1845 in Burrweiler; † 8. Dezember 1921 in München) war ein deutscher Landschafts- und Genremaler.
Mathes studierte ab dem 25. April 1863 an der Königlichen Akademie der Künste in München sowie privat bei Wilhelm von Lindenschmit dem Jüngeren. 
Nach dem Studium war er in München als freischaffender Landschafts- und Genremaler tätig. Er schuf auch ein Altarblatt für die Kirche Mariä Opferung in Duggendorf.
Viele seiner Werke befinden sich in den Bayerischen Staatsgemäldesammlungen.